# Рамирес, Мариса
Мариса Каролина Рамирес (англ. Marisa Carolina Ramirez; род. 15 сентября 1977, Лос-Анджелес, Калифорния) — американская телевизионная актриса.

## Биография
Рамирес родилась в Лос-Анджелесе, Калифорния и в подростковом возрасте работала моделью, прежде чем начала свою телевизионную карьеру в конце девяностых. Она наиболее известна благодаря своей роли Гии Кэмпбелл в дневных мыльных операх «Главный госпиталь» и «Порт Чарльз», где она снималась в 2000—2002 годах.
С тех пор Рамирес появилась в более тридцати телевизионных шоу, в том числе была регулярным членом актёрских составов недолго просуществовавших сериалов «Святой дозор», «Сознание» и «Лицом к стене». В 2006—2007 годах она играла двойную роль в мыльной опере «Молодые и дерзкие», а ранее появилась в мыльных операх «Дни нашей жизни» и «Дерзкие и красивые». Помимо этого она снялась в сериале «Спартак: Боги арены» в 2011 году, а в 2013 году имела второстепенную роль в «Следствие по телу», после чего присоединилась к сериалу «Голубая кровь».
В 2002—2011 года Мариса была замужем за Нейтаном Лавецоли. У Рамирес есть дочь — Вайолет Рэй (род.29.05.2016).

## Телевидение
- Святой дозор (13 эпизодов, 2003)
- Сознание (13 эпизодов, 2009)
- Спартак: Боги арены (5 эпизодов, 2011)
- Лицом к стене (13 эпизодов, 2011)
- Следствие по телу (4 эпизода, 2013)
- Голубая кровь (2013 — 2024)

## Мыльные оперы
- Порт Чарльз (2000—2002)
- Главный госпиталь (108 эпизодов, 2002)
- Молодые и дерзкие (76 эпизодов, 2006—2007)